# معبد النار نوشيجان
معبد النار نوشيجان (بالفارسية: آتشکده نوشیجان) هو معبد نار تاريخي يعود إلى عصر الميديين، ويقع في ملاير.